# Luther Ford
Luther Ford  ist ein britischer Schauspieler.

## Leben
Ford wuchs in North London auf.
Im Jahr 2020 drehte Ford mit Eleni Ordans den Kurzfilm Dream Between, für den er neben Regie, Drehbuch und Hauptrolle auch den Filmschnitt verantwortete. Im Jahr 2022 drehte er den Kurzfilm Woods. Die Filme veröffentlichte er über seinen eigenen YouTube-Kanal. Er studierte Film an der Arts University Bournemouth in Poole.
In der 6. Staffel der Netflix-Serie The Crown übernahm er die Rolle des jungen Prince Harry.

## Filmografie
- 2020: Dream Between (Kurzfilm)
- 2023: The Crown (Fernsehserie, 5 Episoden)
- 2024: Black Doves (Fernsehserie)